# Црква Светог Луке у Великој Хочи
Црква Светог Луке у Великој Хочи, насељеном месту на територији општине Ораховац, на Косову и Метохији, представља непокретно културно добро као споменик културе.
Једна од цркви у Великој Хочи посвећена је Светом Луки, подигнута је на старом гробљу унутар данашњег насеља. Као што је чест случај са гробљанским богомољама, и ова је малих димензија и укопана у земљу. Срушена у 19. веку а бочни зидови су сачувани у висини до два метра. Сачувани остаци дали су довољно података за реконструкцију која је изведена 1997. године.
И поред тога што је највећим делом страдала, ова црква показује да је зидана у две фазе, а у олтару се налазе остаци два слоја живописа, из 14. и 16. века .

## Основ за упис у регистар
Решење Покрајинског завода за заштиту споменика културе у Приштини, бр. 199 од 23. 2. 1967. г. Закон о заштити споменика културе ( Сл. гласник СР Србије бр. 3/66).